# Східна область (Уганда)
Східна область (Східний регіон, англ. Eastern Region) — адміністративна область (регіон) Уганди, що складається з 32 округів (districts). Площа — 27 957 км². Чисельність населення — 6 301 677 осіб (2002). Адміністративний центр — місто Джинджа (80 тис. чол.).

## Адміністративний поділ
111 округів і 1 столичний округ позначені на мапі цифрами (див. другу колонку):
1. 4 Амуріа
2. 7 Будака
3. 8 Буґірі
4. 9 Буква
5. 13 Бусіа
6. 14 Намутумба
7. 15 Буталеджа
8. 20 Іґанґа
9. 21 Джинджа
10. 25 Каберамайдо
11. 28 Каліро
12. 30 Камулі
13. 33 Капчорва
14. 35 Катакві
15. 45 Кумі
16. 49 Будуда
17. 53 Маюґе
18. 54 Мбале
19. 69 Палліса
20. 73 Сиронко
21. 74 Сороті
22. 75 Тороро
23. 83 Букедеа
24. 85 Буламбулі
25. 88 Буєнде
26. 91 Кібуку
27. 94 Квеєн
28. 98 Луука
29. 101 Манафва
30. 103 Намаїндо
31. 105 Нґора
32. 110 Серере